# José Luis Sierra Cabrera
José Luis Sierra Cabrera (Santiago, Región Metropolitana de Santiago, Chile, 24 de junio de 1997) es un exfutbolista chileno que jugaba como delantero. 
Es hijo del exfutbolista José Luis Sierra Pando.

## Trayectoria

### Unión Española
Debutó en el primer equipo de Unión Española en el Clausura 2014, mismo equipo donde sería campeón de la categoría sub-17. 
El 28 de octubre de 2014 ingresa como titular en el partido contra San Luis de Quillota, disputado en el Estadio Santa Laura-Universidad SEK, duelo válido por la vuelta de los octavos de final de la Copa Chile, en el cual anotaría el tercer gol de equipo al minuto 53' de partido.
Su gran desempeño en el equipo lo hizo ir a Italia a probar suerte en el equipo juvenil del Inter de Milán, en el equipo jugó 2 partidos convirtiendo un tanto.

### Deportes Temuco
Tras un paso sin pena ni gloria por el AS Bisceglie italiano, el 19 de octubre de 2020 fue anunciado como nuevo refuerzo de Deportes Temuco, de la Primera B de Chile.

## Selección nacional

### Selecciones menores
Fue convocado por Hugo Tocalli para disputar el Sudamericano sub-20 de 2015 de Uruguay.  En aquel certamen disputó dos partidos y su selección quedaría eliminada en primera fase.
Fue citado por Héctor Robles, director técnico de la Selección sub-20 de Chile, para disputar el Sudamericano sub-20 de 2017. En el primer partido entró a los 83’ minutos, en reemplazo de Víctor Dávila. En el partido válido por la tercera fecha del certamen, disputado contra Ecuador, entró a los 66' minutos por Richard Paredes, anotando a los 80' minutos el empate 1 a 1 parcial, el cual a la postre sería el resultado final. Finalmente Chile sería eliminado en primera ronda luego de perder ante Colombia por la cuenta mínima, quedando última en su grupo y penúltima en toda la competición solo superada por Perú, siendo esta además la peor participación chilena desde el Sudamericano de 1985 realizado en Paraguay.
| Competencia                 | Sede    | Resultado    | PJ | Goles |
| --------------------------- | ------- | ------------ | -- | ----- |
| Sudamericano Sub-20 de 2015 | Chile   | Primera fase | 2  | 0     |
| Sudamericano Sub-20 de 2017 | Ecuador | Primera fase | 3  | 1     |

## Estadísticas

### Clubes
| Club                             | Div           | Temporada     | Liga  | Liga  | Copas nacionales(1) | Copas nacionales(1) | Torneos internacionales(2) | Torneos internacionales(2) | Total | Total | Media goleadora(3) |
| Club                             | Div           | Temporada     | Part. | Goles | Part.               | Goles               | Part.                      | Goles                      | Part. | Goles | Media goleadora(3) |
| -------------------------------- | ------------- | ------------- | ----- | ----- | ------------------- | ------------------- | -------------------------- | -------------------------- | ----- | ----- | ------------------ |
| Unión Española · Chile           | 1ª            | 2013-14       | 1     | 0     | —                   | —                   | —                          | —                          | 1     | 0     | 0.00               |
| Unión Española · Chile           | 1ª            | 2014-15       | 10    | 1     | 3                   | 1                   | —                          | —                          | 13    | 2     | 0.08               |
| Unión Española · Chile           | 1ª            | 2015-16       | —     | —     | —                   | —                   | —                          | —                          | 0     | 0     | 0.00               |
| Unión Española · Chile           | 1ª            | 2016-17       | 7     | 1     | 5                   | 1                   | —                          | —                          | 12    | 2     | 0.17               |
| Unión Española · Chile           | Total club    | Total club    | 18    | 2     | 8                   | 2                   | 0                          | 0                          | 26    | 4     | 0.15               |
| Total carrera                    | Total carrera | Total carrera | 18    | 2     | 8                   | 2                   | 0                          | 0                          | 26    | 4     | 0.15               |
| (1) Incluye datos de Copa Chile. |               |               |       |       |                     |                     |                            |                            |       |       |                    |